# Rav Papi
Rav Papi, noto anche come Rav Pappai (in ebraico רב פפי‎?; fl. IV secolo) è stato un rabbino babilonese, appartenente alla quinta generazione amoraim.

## Biografia
Genero del rabbino Isaac Nappaha (III-IV sec.), il suo maestro fu Rava (l'amoraim, 280-352 d.c.), del quale fece propri numerosi insegnamenti.
Fu maestro di Ravina I e di Rav Ashi, collega e avversario di Rav Papa e di Huna ben Joshua.